# 歸鄉 (2022年電影)
是一部2022年上映的韓國喜劇電影，由《熱血青春》導演李延宇執導，宋詩曦、羅美蘭、李凡秀主演。影片講述一位名不見經傳的喜劇演員基世（宋詩曦 飾）在失去了一切之後回到了離開15年的家鄉，並成為了一家大型組織的老闆。本片原定於2022年9月21日上映，最終推遲兩週至2022年10月5日上映。

## 演員陣容

### 主要演員
- 宋詩曦 飾演 基世
- 羅美蘭 飾演 英心
- 李凡秀 飾演 江敦

### 其他演員
- 李璟榮 飾演 八出[3]
- 金元海 飾演 成奉
- 李準赫 飾演 八星
- 吳代煥 飾演 卓奎，基世在家鄉的至親。[4]
- 印喬鎮 飾演 尚滿
- 李中玉 飾演 俊哲，基世在家鄉的朋友。[5]
- 黃在烈 飾演 滿哲[6]
- 李相元 飾演 泰浩，江敦的司機，信任并追隨着他。[7]
- 姜恩珍 饰演 严PD
- 崔焕义 饰演 大块头
- 南志宇 饰演 成奉组织的成员

### 特別出演
- 安奭奐 饰演 八龙会西山
- 廉东宪 饰演 八龙会公周
- 李润健 饰演 八龙会鸡龙
- 尹世雄 饰演 八龙会论山
- 金大熙 饰演 金大熙
- 金俊浩 飾演 金俊浩[8]
- 金智珉 飾演 金智珉

## 制作
- 本片于2021年4月11日开机拍摄，2021年6月30日杀青。[9]

## 外部連結
- NAVER上《歸鄉》的資料
- Daum上《歸鄉》的資料

- 韩国电影数据库（KMDb）上《歸鄉》的資料